# Omega (ракета)
Omega, або OmegA (її зображення) — ракета-носій, що належить до середнього класу і розробляється американською компанією Northrop Grumman Innovation Systems (колишня Orbital ATK). Призначена виконувати польоти для Повітряних сил США (ПС США) та запускати комерційні супутники. Для того, щоб ракета стала дохідною, необхідно буде здійснювати 5-6 запусків на рік.

## Історія
У січні 2016 року Orbital ATK підписала контракт із ПС США щодо розробки технологій для нової ракети, які б дозволили уникнути залежності від російських двигунів РД-180. Залежно від успішності виконання завдання, компанія отримає від $31,1 до $124,8 млн.
У квітні 2018 року компанія повідомила, що назвала свою ракету «Omega», а у змаганні щодо можливості встановлення на третій ступінь між двигунами BE-3U та RL10 C-5-1 переміг останній.
На початок літа 2018 року доля ракети залежала від подальшого фінансування її розробки ПС США.

## Конструкція
Omega схожа на відмінені проекти Арес I та Liberty, які містили п'ятисегментні твердопаливні ракетні прискорювачі (ТПРП) та кріогенний (з надохолодженими елементами палива) другий ступінь.

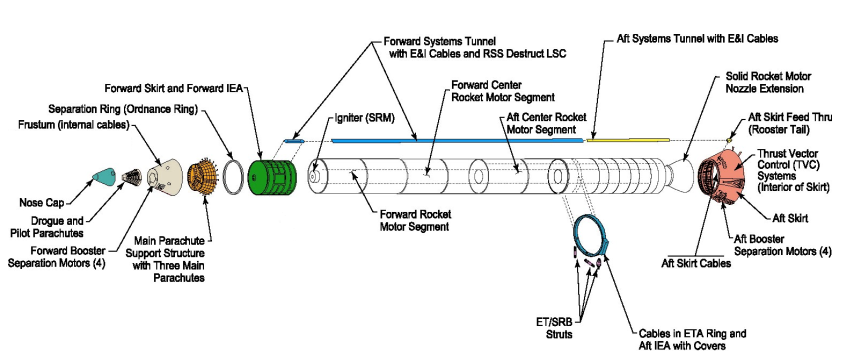
Схема ТПРП Шаттла

Початково планувалося, що ракета буде двоступеневою із чотирисегментним ТПРП у ролі центрального ядра першого ступеня. Однак наразі конструкція Omega має наступний вигляд:
- Перший ступінь — базова конфігурація має у центральному ядрі Castor 600[en] та у версії Heavy — Castor 1200. Це — ракетні ступені виробництва Orbital ATK, конструкція яких походить від ТПРП Спейс Шаттла. Мають два або чотири сегменти відповідно, залежно від чого змінюється їх висота.

Боковими прискорювачами в кількості до 6 одиниць є Graphite-Epoxy Motor 63 або 63XL, які також розробляє Orbital ATK.
- Другий ступінь — односегментний Castor 300.
- Третій ступінь оснащений двома рідкопаливними двигунами RL10 C-5-1.

На відміну від прискорювачів Шаттла, що мали металевий кожух, прискорювачі від Orbital виготовлятимуть із вуглепластика. А деякі бортові системи Omega будуть скопійовані із інших ракет компанії, таких як Антарес, Пегас та Minotaur. Перше зробить ракету легшою, а друге — здешевить її.